# Antheraea formosana
Antheraea formosana är en fjärilsart som beskrevs av Jinhaku Sonan 1937. Antheraea formosana ingår i släktet Antheraea och familjen påfågelsspinnare. Inga underarter finns listade i Catalogue of Life.